# Falsapolia
Falsapolia is een kevergeslacht uit de familie van de boktorren (Cerambycidae). De wetenschappelijke naam van het geslacht werd voor het eerst geldig gepubliceerd in 1945 door Breuning.

## Soorten
Falsapolia omvat de volgende soorten:
- Falsapolia apicalis (Pascoe, 1878)
- Falsapolia catula (McKeown, 1942)
- Falsapolia vitula (Pascoe, 1871)